# Гаштальская улица
Гаштальская улица (чеш. Haštalská ulice) — небольшая улица в Праге, столицы Чехии. Находится в Старом городе, проходит от улицы Кози до Ржасновки.

## География
Гаштальская улица начинается от улицы Кози и продолжается в северо-восточном направлении. Проходит через Гаштальскую площадь, потом поворачивает на север и упирается в улицу Ржасновка. Общая протяжённость улицы составляет 450 метров.

## История
Известна с 13 века. Гаштальская улица — одна из старейших в Праге, она была разделена на западную часть возле костела святого Гаштала и восточную возле Ржасновки. Названия улицы изменились:
- первоначальное название западной части было «У святого Хаштала», восточная часть называлась «Уезд» (Újezd)

- 14 и 15 века — восточная часть называется «За Хашталем».

- с 18 века западная часть называется «Гаштальска» или «Пивоварска» по пивоварне в доме под номером 2, восточная часть называется «Свичкова».
- с 1870 года вся улица называется «Гаштальской».